# Markos Vafeiadis
Markos Vafeiadis, grški politik, general in vrhovni poveljnik demokratične armade Grčije, * (?) 1906, Erzurum, Otomansko cesarstvo, † 23. februar 1992, Atene, Grčija. 
Rodil se je v revni kmečki družini blizu Tosije v Mali Aziji. Kot napreden delavec se je pridružil komunistični mladini in kmalu nato postal član komunistične partije. Od leta 1927 do aretacije 1938 se je kot profesionalni revolucionar ukvarjal izključno s partijskim delom. Leta 1929 je postal sekretar grške komunistične partije. V letih 1938−1941 je bil zaprt. V maju 1941, v času nemške invazije na Grčijo je pobegnil z otoka Gavados Po pobegu se je 1941 vključil v partizanski boj ter sodeloval pri organizaciji in krepitvi narodnoosvobodilnega gibanja, najprej na Kreti, nato v Atenah in Solunu. Ni priznaval grške kraljeve vlade. V začetku leta 1943 se je preselil na osvobojeno ozemlje in v partizanskih enotah ELAS sodeloval v bojih priti nemškemu okupatorju. Najprej je bil politični komisar divizije, kasneje komandant 9. korpusa, nato pa komandant Makedonskega korpusa. Pokazal je velike vojaške sposobnosti ter si pridobil ugled pri mladini in poveljniškem kadru odporniških gibanj. Postal je ena najuglednejših osebnosti grškega odporniškega gibanja. Leta 1946 je postal vodja ELAS, ki je začela revolucionaren boj proti vladnim četam. Organiziral je demokratično vojsko v področjih na meji z Albanijo in  Federativno ljudsko republiko Jugoslavijo. Širil je svobodno ozemlje ter organiziral ljudsko oblast. V začetku leta 1947 je postal vrhovni poveljnik demokratične armade Grčije, avgusta istega leta pa predsednik začasne vlade svobodne Grčije. Na tem položaju je ostal do leta 1949, ko ga je Stalin po porazu partizanske vojske in v zvezi s informbirojevsko kampanjo proti Jugoslaviji zamenjal z Nikolaosom Zachariadisom. Po pozamenjavi se je najprej zatekel v Romunijo, kjer so ga zaprli, 1956 se je nastanil na Poljskem, 1960 pa odšel v Sovjetsko zvezo kjer je skromno živel s pokojnino, ki mu jo je dodelila sovjetska vlada kot nekdanjemu partizanskemu komandantu. Marca 1983 se je vrnil v domovino in 1989 objavil svoje Memoare. 